# Rhizoclosmatium globosum
Rhizoclosmatium globosum är en svampart som beskrevs av H.E. Petersen 1909. Rhizoclosmatium globosum ingår i släktet Rhizoclosmatium och familjen Chytridiaceae.   Inga underarter finns listade i Catalogue of Life.